# Drosophila prolongata
Drosophila prolongata este o specie de muște din genul Drosophila, familia Drosophilidae, descrisă de Singh și Gupta în anul 1977. Conform Catalogue of Life specia Drosophila prolongata nu are subspecii cunoscute.